# Ouargla
Ouargla, també Wargla (àrab: وَرڤلة, Warqla) és una ciutat algeriana, capital de la província d'Ouargla, al desert del Sàhara, al sud del país. Té indústria petroliera i universitat. L'any 1998 tenia 129.402 habitants i el 2010 s'estima en 195.000 persones, que en bona part són amazics i parlen una varietat anomenada tagargrent o ouargli. La ciutat està rodejada de cinc oasis: Beni Thour, Sidi Khouiled, Chott, Rouissat, Said Otba i N'goussa, situat a l'antic curs del uadi Mya; hi ha un milió de palmeres i els oasis es reguen per pous artesians d'uns 60 metres, dels quals hi ha uns 800.

## Història
No s'esmenta mai abans de l'arribada dels àrabs; quan aquests hi van arribar estava habitada per tribus amazigues zenetes; els habitants van adoptar després les doctrines ibadites. Els fatímids l'any 911 destruïren l'imamat rustàmida de Tahert i conqueriren Sijilmasa al Marroc. Els refugiats Ibadites Kharigites de Tahert marxaren cap a l'oasi d'Ouargla on l'ibadisme va continuar actiu; els refugiats van fundar la vila de Sedrata (avui en ruïnes) al sud-oest. L'Home de l'Ase va reclutar a Ouargla molts partidaris.
Ouargla fou governada per la dinastia Banu Tudjin i va prosperar pel seu comerç amb el Sudan occidental. L'ibadisme-kharigisme es va mantenir hegemònic fins al segle xii quan van haver d'emigrar sota pressió de l'ortodòxia, cap a Tadmayt, on van formar els oasis de Mzab. No obstant això, l'ibadisme encara va subsistir i hi està testimoniat fins al segle xvii. La invasió hilàlida va marcar l'inici d'un període turbulent; Ouargla es va aliar als Athbadj i va lluitar contra els hammadites, i durant aquestes lluites els Banu Tudjin foren enderrocats i la vila fou destruïda, si bé fou reconstruïda no gaire després a certa distància al nord-est.
Al segle xiii, va patir les lluites entre almohades i els mallorquins Banu Ghaniya. Al segle xiv estava sota sobirania dels Banu Muzni, delegats dels hàfsides al Zab, però de fet era un estat independent sota el govern de sultans de la família dels Banu Abi Ghabul, de la tribu dels Banu Waguin o Banu Uggin; al final del segle xv, els sultans gaudien d'un poder considerable; el testimoni de Lleó l'Africà diu que, tot i el seu poder, els soldans contractaven la protecció dels àrabs nòmades; la seva prosperitat era encara viva com a "porta del desert" i, per tant, estació comercial, sobretot de productes del Sudan, entre els quals els esclaus que es bescanviaven contra mercaderies que venien de Tunísia o de Constantina; Lleó elogia el seu artesanat, les seves cases, i la riquesa dels negociants.
La fama de rica va atreure els otomans i el 1552 Salah Reis es va presentar a Ouargla amb un exèrcit format per turcs i cabilencs; no va trobar resistència i la població fou saquejada, però després es va retirar si bé va imposar al soldà un tribut anual de trenta esclaus negres. Aquest fet va portar a una nova època de turbulències gairebé desconegudes que van acabar al segle xvii, quan va ser proclamat sultà Allahum, que la tradició local considerava xerifià; després d'ell la successió fou regular en els seus descendents fins a la meitat del segle xix; però el país estava de fet sota el control de les tribus nòmades: Shambaa, Banu Tur i Sidi Utba; aquests intervenien en les querelles de les dues faccions religioses locals existents a la ciutat; els soldans van acabar reconeixent la sobirania dels Banu Babia, caps hereditaris de l'oasi de Ngoussa (Ngouça), domini que va durar fins al 1841.
Del 1841 al 1851, els sultans foren altre cop independents, però el 1851 el xerif d'Ouargla, Muhammad ibn Abd Allah, va revoltar les tribus locals contra els francesos; aquests van encarregar sotmetre la revolta al xeic Si Hamza, dels Ulad Sidi Shaykh; Si Hamza va ocupar Ouargla en nom de França el 1853 i va rebre el comandament de les tribus saharianes. El 1854, els Ulad Sidi Shaykh es van revoltar i els habitants d'Ouargla els van donar suport, cosa que va obligar els francesos a intervenir-hi diverses vegades.
El 1871 un cap rebel, Bu Susa, va aconseguir establir-se a Ouargla; llavors, els francesos van intervenir decisivament i van ocupar Wargla el 1872, el domini del qual van mantenir fins a la independència algeriana. Durant la colònia, fou marginada pels francesos que van preferir Tougourt i Ghardaia, que llavors van ser més importants (modernament, Ouargla ha superat àmpliament aquestes dues ciutats mercès al petroli, sobretot a Hasi Massaoud, prop d'Ouargla, i per la voluntat del govern algerià de fer-la la capital del Sàhara algerià). Amb la independència, es va crear una universitat i es va posar el territori en valor aprofitant l'aigua del subsòl. Va ser una destinació turística important fins als problemes polítics d'Algèria a la dècada de 1990. Part de la població de la ciutat parla l'idioma ouargli.

## Descripció de la moderna ciutat
Avui dia, les muralles i rases que rodejaven la ciutat vella o ksar han desaparegut i al seu lloc hi ha un bulevard perifèric. La ciutat està centrada al ksar (uns 10.000 habitants), al nord-oest del conjunt, amb gran palmerars a l'oest i est (al seu torn, el ksar té centre al mausoleu de Sidi al-Wargli); al sud del ksar hi ha el barri de la Mekhadma, la principal zona construïda, a uns 5 km al sud de la qual passa l'oleoducte (i encara més al sud es troben les ruïnes de Sedrata); una carretera dirigeix a l'oest cap a Ghardaia; al nord-oest del ksar, amb uns 2 km de terra buida després del palmerar occidental, hi ha el barri de Bamendil; al nord del ksar hi ha l'oasi de Said Otba (unit de fet a la ciutat, i queda marcat el seu límit occidental amb la part del ksar per la carretera que en direcció nord avança cap a Ngoussa a uns quants quilòmetres lluny, i que té al sud la part principal del palmerar; a l'est-sud-est de Said Otba hi ha una sebkha o chott que s'ha format per l'emergència de la capa freàtica (les aigües han de ser bombejades i enviades cap a la sebkha d'Oum er Raneb), que forma una zona força gran, a l'est de la qual hi ha més palmerars i el barri d'Adadja delimitat al sud per la carretera que porta a l'aeroport, just a la sortida oriental de la ciutat, i després cap a Tougourt. Al nord de l'aeroport, a uns 4 km d'aquest i a uns 5 km del barri d'Adadja a l'est d'Ouargla, hi ha l'oasi de Sidi Khouiled, on arriba una carretera no asfaltada des de l'aeroport que segueix (rodejant per l'est la zona d'Erg que s'estén per l'est i nord d'Ouargla) cap a Ngoussa, deixant (ja a uns quilòmetres al nord) a la seva dreta (est) la sebkha d'Oum er Raneb. A la part sud-est de la ciutat (oest de l'aeroport), hi ha edificacions que toquen el palmerar, i a la part sud-oest hi ha l'oasi de Beni Thour, i al sud d'aquest el de Rouissat.